# Candidats du parti libertarien du Canada en 2015
Voici une liste des candidats qui se sont présentés aux élections pour le Parti libertarien du Canada à l'élection fédérale canadienne de 2015.

## Colombie britannique
| Circonscription électorale                 | Nom du candidat     | Notes | Sexe  | Résidence | Votes | %      | Rang |  |
| ------------------------------------------ | ------------------- | ----- | ----- | --------- | ----- | ------ | ---- |  |
| Burnaby-Nord—Seymour                       | Chris Tylor         |       | Homme |           | 252   | 0.48 % |      |  |
| Burnaby-Sud                                | Liz Jaluague        |       | Femme |           | 499   | 1.09 % |      |  |
| Chilliwack—Hope                            | Alexander Johnson   |       | Homme |           | 416   | 0.82 % |      |  |
| Coquitlam—Port Coquitlam                   | Lewis Clarke Dahlby |       | Homme |           | 1014  | 1.79 % |      |  |
| Langley—Aldergrove                         | Lauren Southern     |       | Femme |           | 535   | 0.89 % |      |  |
| New Westminster—Burnaby                    | Rex Brocki          |       | Homme |           | 1368  | 2.60 % |      |  |
| Vancouver-Nord                             | Ismet Yetisen       |       | Homme |           | 136   | 0.21 % |      |  |
| Prince George—Peace River—Northern Rockies | Todd Keller         |       | Homme |           | 559   | 1.08 % |      |  |
| Saanich-Gulf Islands                       | Meghan Porter       |       | Femme |           | 249   | 0.37 % |      |  |
| Surrey-Sud—White Rock                      | Bonnie Hu           |       | Femme |           | 261   | 0.46 % |      |  |
| Steveston—Richmond-Est                     | Matt Swanston       |       | Homme |           | 274   | 0.63 % |      |  |
| Vancouver-Centre                           | John Clarke         |       | Homme |           | 614   | 1.06 % |      |  |
| Vancouver Kingsway                         | Matt Kadioglu       |       | Homme |           | 468   | 1.03 % |      |  |
| Victoria                                   | Art Lowe            |       | Homme |           | 539   | 0.75 % |      |  |

## Alberta
| Circonscription électorale      | Nom du candidat    | Notes | Sexe  | Résidence | Votes | %      | Rang |
| ------------------------------- | ------------------ | ----- | ----- | --------- | ----- | ------ | ---- |
| Calgary Forest Lawn             | Matt Badura        |       | Homme |           | 832   | 2.03 % |      |
| Calgary Heritage                | Steven Paolasini   |       | Homme |           | 246   | 0.42 % |      |
| Calgary Nose Hill               | Edward Gao         |       | Homme |           | 727   | 1.33 % |      |
| Calgary Signal Hill             | Tim Moen           |       | Homme |           | 679   | 1.09 % |      |
| Edmonton Griesbach              | Maryna Goncharenko |       | Femme |           | 415   | 0.87 % |      |
| Edmonton Mill Woods             | Allen K. W. Paley  |       | Homme |           | 396   | 0.80 % |      |
| Edmonton Riverbend              | Steven Lack        |       | Homme |           | 386   | 0.67 % |      |
| Edmonton Strathcona             | Malcolm Stinson    |       | Homme |           | 311   | 0.56 % |      |
| Edmonton-Ouest                  | Alexander Dussault |       | Homme |           | 341   | 0.64 % |      |
| Edmonton—Wetaskiwin             | Braydon Whitlock   |       | Homme |           | 495   | 0.72 % |      |
| Foothills                       | Cory Morgan        |       | Homme |           | 424   | 0.70 % |      |
| Fort McMurray—Cold Lake         | Scott Berry        |       | Homme |           | 552   | 1.17 % |      |
| Grande Prairie—Mackenzie        | Dylan Thompson     |       | Homme |           | 613   | 1.15 % |      |
| Lakeland                        | Robert McFadzean   |       | Homme |           | 601   | 1.10 % |      |
| Peace River—Westlock            | Jeremy Sergeew     |       | Homme |           | 443   | 0.89 % |      |
| Red Deer—Mountain View          | James Walper       |       | Homme |           | 445   | 0.72 % |      |
| Sherwood Park—Fort Saskatchewan | Stephen Burry      |       | Homme |           | 678   | 1.02 % |      |
| Yellowhead                      | Cory Lystang       |       | Homme |           | 817   | 1.56 % |      |

## Saskatchewan
| Circonscription électorale | Nom du candidat | Notes | Sexe  | Résidence | Votes | %      | Rang |
| -------------------------- | --------------- | ----- | ----- | --------- | ----- | ------ | ---- |
| Regina—Lewvan              | Wojciech Dolata |       | Homme |           | 298   | 0.62 % |      |
| Saskatoon-Ouest            | Bronek Hart     |       | Homme |           | 230   | 0.61 % |      |

## Manitoba
| Circonscription électorale | Nom du candidat | Notes | Sexe  | Résidence | Votes | %      | Rang |
| -------------------------- | --------------- | ----- | ----- | --------- | ----- | ------ | ---- |
| Churchill—Keewatinook Aski | Zachary Linnick |       | Homme |           | 255   | 0.85 % |      |
| Selkirk—Interlake—Eastman  | Donald Grant    |       | Homme |           | 882   | 1.79 % |      |

## Ontario
| Circonscription électorale     | Nom du candidat     | Notes | Sexe  | Résidence | Votes | %      | Rang |
| ------------------------------ | ------------------- | ----- | ----- | --------- | ----- | ------ | ---- |
| Barrie—Springwater—Oro-Medonte | Darren Roskam       |       | Homme |           | 401   | 0.79 % |      |
| Brantford—Brant                | Rob Ferguson        |       | Homme |           | 515   | 0.81 % |      |
| Don Valley-Ouest               | John Kittredge      |       | Homme |           | 325   | 0.64 % |      |
| Eglinton—Lawrence              | Ethan Buchman       |       | Homme |           | 308   | 0.55 % |      |
| Glengarry-Prescott-Russell     | Jean-Serge Brisson  |       | Homme |           | 377   | 0.59 % |      |
| Guelph                         | Alex Fekri          |       | Homme |           | 520   | 0.74 % |      |
| Hamilton-Centre                | Robert Young        |       | Homme |           | 316   | 0.77 % |      |
| Hamilton Mountain              | Andrew Caton        |       | Homme |           | 763   | 1.51 % |      |
| Kingston et les Îles           | Luke McAllister     |       | Homme |           | 305   | 0.46 % |      |
| Kitchener Centre               | Slavko Miladinovic  |       | Homme |           | 515   | 0.99 % |      |
| Kitchener—Conestoga            | Rich Hodgson Jr.    |       | Homme |           | 685   | 1.44 % |      |
| Kitchener-Sud—Hespeler         | Nathan Lajeunesse   |       | Homme |           | 772   | 1.61 % |      |
| Lanark—Frontenac—Kingston      | Mark Budd           |       | Homme |           | 418   | 0.73 % |      |
| London-Ouest                   | Jacques Boudreau    |       | Homme |           | 732   | 1.08 % |      |
| Milton                         | Chris Jewell        |       | Homme |           | 493   | 1.00 % |      |
| Mississauga—Lakeshore          | Paul Woodworth      |       | Homme |           | 316   | 0.53 % |      |
| Niagara-Ouest                  | Allan DeRoo         |       | Homme |           | 797   | 1.57 % |      |
| Oakville-Nord—Burlington       | David Clement       |       | Homme |           | 666   | 1.10 % |      |
| Ottawa-Centre                  | Dean T. Harris      |       | Homme |           | 551   | 0.73 % |      |
| Ottawa-Sud                     | Damien Wilson       |       | Homme |           | 237   | 0.37 % |      |
| Ottawa-Vanier                  | Coreen Corcoran     |       | Femme |           | 503   | 0.79 % |      |
| Parkdale—High Park             | Mark E. Jeftovic    |       | Homme |           | 610   | 1.04 % |      |
| Scarborough Centre             | Katerina Androutsos |       | Femme |           | 1384  | 3.07 % |      |
| Thornhill                      | Gene Balfour        |       | Homme |           | 587   | 1.08 % |      |
| University—Rosedale            | Jesse Waslowski     |       | Homme |           | 233   | 0.42 % |      |
| Vaughan—Woodbridge             | Anthony Gualtieri   |       | Homme |           | 716   | 1.51 % |      |
| York-Sud—Weston                | Stephen Lepone      |       | Homme |           | 1041  | 2.38 % |      |

## Québec
| Circonscription électorale | Nom du candidat   | Notes | Sexe  | Résidence | Votes | %      | Rang |
| -------------------------- | ----------------- | ----- | ----- | --------- | ----- | ------ | ---- |
| Beauport-Limoilou          | Francis Bedard    |       | Homme |           | 423   | 0.84 % |      |
| Belœil—Chambly             | Michael Maher     |       | Homme |           | 245   | 0.37 % |      |
| Laurier-Sainte-Marie       | Stephane Beaulieu |       | Homme |           | 604   | 1.10 % |      |
| Montarville                | Claude Leclair    |       | Homme |           | 641   | 1.11 % |      |
| Outremont                  | Francis Pouliot   |       | Homme |           | 216   | 0.50 % |      |
| Rosemont-La Petite-Patrie  | Peter d'Entremont |       | Homme |           | 353   | 0.61 % |      |
| Thérèse-De Blainville      | Daniel Guindon    |       | Homme |           | 355   | 0.63 % |      |
| Trois-Rivières             | Maxime Rousseau   |       | Homme |           | 360   | 0.60 % |      |

## Nova Scotia
| Circonscription électorale | Nom du candidat     | Notes | Sexe  | Résidence | Votes | %      | Rang |  |
| -------------------------- | ------------------- | ----- | ----- | --------- | ----- | ------ | ---- |  |
| Sydney-Victoria            | Wayne James Hiscock |       | Homme |           | 242   | 0.59 % |      |  |